# Primulina liguliformis
Primulina liguliformis là một loài thực vật có hoa trong họ Tai voi (Gesneriaceae). Loài này có ở Quý Châu (Trung Quốc); được W.T. Wang mô tả khoa học đầu tiên năm 1984 dưới danh pháp Chirita liguliformis. Năm 2011, Mich.Möller & A.Weber chuyển nó sang chi Primulina.